# Hydrotaea rostrata
Hydrotaea rostrata este o specie de muște din genul Hydrotaea, familia Muscidae. A fost descrisă pentru prima dată de Robineau-desvoidy în anul 1830. Conform Catalogue of Life specia Hydrotaea rostrata nu are subspecii cunoscute.